# Broc Little
Broc Little (* 24. März 1988 in Phoenix, Arizona) ist ein ehemaliger US-amerikanischer Eishockeyspieler, der im Verlauf seiner aktiven Karriere zwischen 2007 und 2025 unter anderem 512 Spiele für den AIK Solna und Linköping HC in der Elitserien bzw. Svenska Hockeyligan (SHL) auf der Position des linken Flügelstürmers bestritten hat.

## Karriere

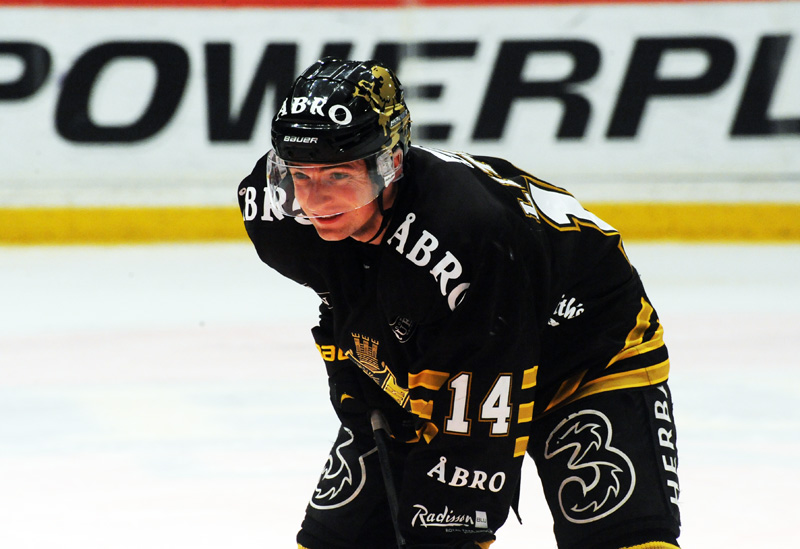
Little im Trikot des AIK Solna (2012)

Zu Beginn seiner Karriere stand Little zwischen 2007 und 2011 für die Universitätsmannschaft der Yale University in der ECAC Hockey, welche in den Spielbetrieb der National Collegiate Athletic Association (NCAA) eingegliedert ist, auf dem Eis. Infolgedessen konnte der Angreifer in den Spielzeiten 2008/09 und 2010/11 jeweils die Meisterschaft in der ECAC gewinnen. Im Sommer 2011 entschied sich der US-Amerikaner für einen Wechsel nach Europa und spielte in der Saison 2011/12 für den schwedischen Klub VIK Västerås HK in der zweitklassigen HockeyAllsvenskan. Mit 35 Treffern und 31 Torvorlagen aus 51 Saisonspielen konnte sich Little für einen Vertrag beim Erstligisten AIK Solna empfehlen, für die er in der folgenden Spielzeit auflief und insgesamt 46 Scorerpunkte in 55 Partien markierte.
Zur Saison 2013/14 kehrte der Linksschütze nach Nordamerika zurück und unterschrieb einen Vertrag bei den Springfield Falcons aus der American Hockey League (AHL), der im Januar 2014 nach 20 Einsätzen in beiderseitigem Einvernehmen wieder aufgelöst wurde. Nach einem kurzzeitigen Engagement bei den Iowa Wild entschloss sich der US-Amerikaner zu einem erneuten Wechsel nach Skandinavien und heuerte für die restliche Saison beim finnischen Erstligisten Jokerit an. Im Sommer 2014 wechselte Little zu Linköping HC in die Svenska Hockeyligan (SHL) und war mit 28 Treffern in 55 Partien der ligaweit beste Torschütze in der abgelaufenen Spielzeit und wurde daher mit der Håkan Loob Trophy ausgezeichnet.
Er verließ Linköping im Anschluss an die Saison 2016/17 und wechselte für eine Spielzeit zum HC Davos in die Schweizer National League. Im Mai 2018 kehrte der US-Amerikaner nach Linköping zurück und spielte weitere sieben Jahre für Linköping. Am Ende der Saison 2019/20 gewann er zum zweiten Mal die Håkan Loob Trophy. Anfang August 2025 gab der 37-Jährige das Ende seiner aktiven Karriere bekannt.

### International
International vertrat er sein Heimatland bei den Olympischen Winterspielen 2018 und belegte dort mit der Mannschaft, die ohne NHL-Spieler antrat, den siebten Platz. In fünf Turnierspielen bereitete der Stürmer dabei ein Tor vor.

## Erfolge und Auszeichnungen
| - 2008 ECAC All-Academic Team - 2009 Whitelaw-Cup-Gewinn mit der Yale University - 2009 ECAC All-Academic Team - 2009 ECAC Third All-Star Team - 2010 NCAA East Second All-American Team - 2010 ECAC First All-Star Team | - 2010 NCAA New England D1 All-Stars - 2011 Whitelaw-Cup-Gewinn mit der Yale University - 2012 Topscorer der Allsvenskan-Hauptrunde - 2012 Bester Torschütze der Allsvenskan-Hauptrunde - 2015 Håkan Loob Trophy - 2020 Håkan Loob Trophy |

## Karrierestatistik

### International
Vertrat die USA bei:
- Olympischen Winterspielen 2018

(Legende zur Spielerstatistik: Sp oder GP = absolvierte Spiele; T oder G = erzielte Tore; V oder A = erzielte Assists; Pkt oder Pts = erzielte Scorerpunkte; SM oder PIM = erhaltene Strafminuten; +/− = Plus/Minus-Bilanz; PP = erzielte Überzahltore; SH = erzielte Unterzahltore; GW = erzielte Siegtore; 1 Play-downs/Relegation; Kursiv: Statistik nicht vollständig)